# Moling (köping i Kina, Jiangsu)
Moling (kinesiska: 秣陵, 秣陵镇) är en köping i Kina. Den ligger i provinsen Jiangsu, i den östra delen av landet, omkring 25 kilometer söder om provinshuvudstaden Nanjing.
Genomsnittlig årsnederbörd är 1 385 millimeter. Den regnigaste månaden är juli, med i genomsnitt 242 mm nederbörd, och den torraste är december, med 38 mm nederbörd.